# Route impériale 65
De Route impériale 65 of D'Anvers à Harlem (Van Antwerpen naar Haarlem) was een Route impériale in België en Nederland. De route is opgesteld per keizerlijk decreet in 1811 en lag toen geheel binnen het Franse Keizerrijk. Na de val van Napoleon Bonaparte kwam de route buiten Frankrijk te liggen en verviel het nummer. 

## Route
De route liep vanaf Antwerpen via Bergen op Zoom, Rotterdam en Den Haag naar Haarlem. Tegenwoordig lopen over dit traject de Belgische N1 en de Nederlandse N289, N259, A29, N44/A44 en N208
1 · 2 · 3 · 4 · 5 · 6 · 7 · 8 · 9 · 10 · 11 · 12 · 13 · 14 · 15 · 16 · 17 · 18 · 19 · 20 · 21 · 22 · 23 · 24 · 25 · 26 · 27 · 28 · 29 · 30 · 31 · 32 · 33 · 34 · 35 · 36 · 37 · 38 · 39 · 40 · 41 · 42 · 43 · 44 · 45 · 46 · 47 · 48 · 49 · 50 · 51 · 52 · 53 · 54 · 55 · 56 · 57 · 58 · 59 · 60 · 61 · 62 · 63 · 64 · 65 · 66 · 67 · 68 · 69 · 70 · 71 · 72 · 73 · 74 · 75 · 76 · 77 · 78 · 79 · 80 · 81 · 82 · 83 · 84 · 85 · 86 · 87 · 88 · 89 · 90 · 91 · 92 · 93 · 94 · 95 · 96 · 97 · 98 · 99 · 100 · 101 · 102 · 103 · 104 · 105 · 106 · 107 · 108 · 109 · 110 · 111 · 112 · 113 · 114 · 115 · 116 · 117 · 118 · 119 · 120 · 121 · 122 · 123 · 24 · 125 · 126 · 127 · 128 · 129 · 130 · 131 · 132 · 133 · 134 · 135 · 136 · 137 · 138 · 139 · 140 · 141 · 142 · 143 · 144 · 145 · 146 · 147 · 148 · 149 · 150 · 151 · 152 · 153 · 154 · 155 · 156 · 157 · 158 · 159 · 160 · 161 · 162 · 163 · 164 · 65 · 166 · 167 · 68 · 169 · 170 · 171 · 172 · 173 · 174 · 175 · 176 · 177 · 178 · 179 · 180 · 181 · 182 · 183 · 184 · 185 · 186 · 187 · 188 · 189 · 190 · 191 · 192 · 193 · 194 · 195 · 196 · 197 · 198 · 199 · 200 · 201 · 202 · 203 · 204 · 205 · 206 · 207 · 208 · 209 · 210 · 211 · 212 · 213 · 214 · 215 · 216 · 217 · 218 · 219 · 220 · 221 · 222 · 223 · 224 · 225 · 226 · 227 · 228 · 229